# Neptuno (métro de Santiago)
Neptuno est une station de la ligne 1 du métro de Santiago au Chili, située dans la commune de Lo Prado.

## Situation sur le réseau
La station est située entre San Pablo, terminus de la ligne au nord et Pajaritos au sud-est, en direction de Los Dominicos. Elle est établie dans une tranchée à l'air libre au centre de l'avenue Neptuno, au niveau de la rue Dorsal.

## Histoire
La station est ouverte le 15 septembre 1975, lors de la mise en service du premier tronçon de la ligne 1. Son nom vient de l'avenue Neptuno, sous laquelle circule la ligne. Le nom de cette artère se réfère à Neptune, dieu de la mer selon la mythologie romaine. À l'époque où les stations étaient identifiées par des représentations graphiques, le dieu était symbolisé par un trident avec deux poissons.

## Services aux voyageurs

### Accès et accueil
La station comprend deux accès dont un équipé d'ascenseurs.